# کتابخانه طب جراحی عمومی

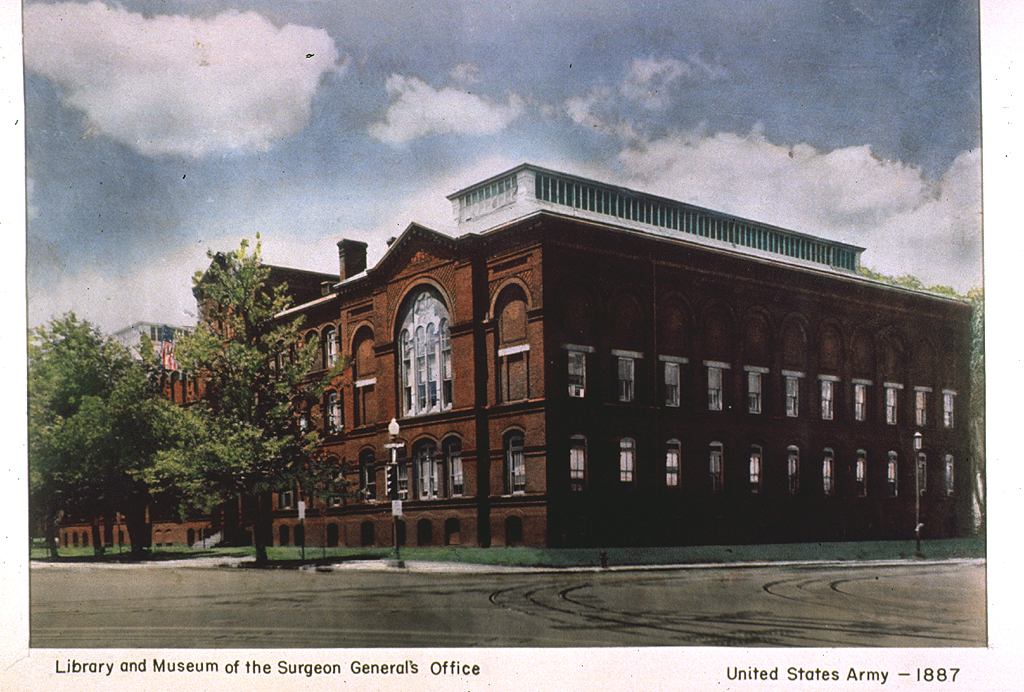
ساختمان موزه و کتابخانه پزشکی ارتش، کتابخانه پزشکی ارتش ایالات متحده را از سال ۱۸۸۷ تا ۱۹۵۶ در خود جای داده است. "Old Red"، همان‌طور که با محبت شناخته می‌شد، در مرکز خرید ملی در واشینگتن دی سی قرار داشت. در سال ۱۹۶۹ ویران شد.

کتابخانه طب جراحی عمومی، که بعداً کتابخانه پزشکی ارتش نامیده شد، محل نگهداری مکتوبات پزشکی جراحی عمومی ارتش ایالات متحده از سال ۱۸۳۶ تا ۱۹۵۶ بود که بعداً به کتابخانه ملی پزشکی ایالات متحده آمریکا تبدیل شد.

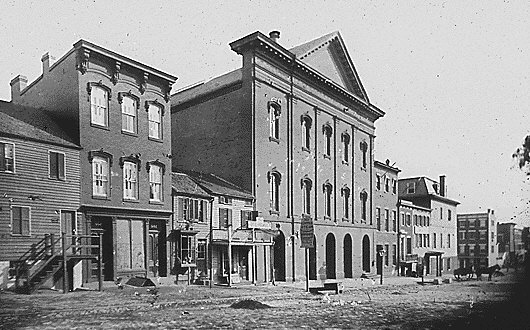
تئاتر فورد از سال ۱۸۶۷ تا ۱۸۸۷ کتابخانه جراح ژنرال را در خود جای داده است. (عکس حدود ۱۸۷۰)